# Samsung Galaxy A52
Samsung Galaxy A52 este un smartphone mid-range bazat pe Android, dezvoltat și produs de Samsung Electronics ca parte a seriei sale Galaxy A. Telefonul a fost anunțat pe 17 martie 2021 la evenimentul virtual Awesome Unpacked al Samsung, alături de Galaxy A72⁠(d).
Acesta servește ca succesor al Galaxy A51⁠(d). Este similar cu predecesorul său, dar are o cameră principală de 64 MP îmbunătățită, o baterie de 4500 mAh cu capacitate mărită și rezistență la apă și praf IP67.
Un dispozitiv actualizat, Galaxy A52s, a fost lansat pentru prima dată în august 2021 cu un chipset diferit (Qualcomm Snapdragon⁠(d) 778G), suport Wi-Fi 6⁠(d) și o nouă culoare a dispozitivului (Awesome Mint).

## Specificații

### Design
Galaxy A52 are un design similar cu predecesorul său Galaxy A51. Acesta are un ecran Infinity-O cu un decupaj pentru camera selfie și margini subțiri, la fel ca A51. Spre deosebire de A51, A52 are opțiuni de culoare mată mai degrabă decât finisaje lucioase în gradient.
Ecranul este protejat de sticlă Corning⁠(d) Gorilla Glass 5, în timp ce rama și panoul din spate sunt realizate din plastic. Variantele 4G și 5G au același design. Acesta este disponibil cu opțiunile Awesome Black, Awesome White, Awesome Violet, Awesome Blue. Ambele variante au rezistență la apă și praf IP67.

### Hardware
Galaxy A52 este alimentat de Qualcomm Snapdragon⁠(d) 720G SoC cu proces de 8 nm, un CPU octa-core și GPU Adreno 618. Galaxy A52 5G este, pe de altă parte, alimentat de Qualcomm Snapdragon 750G SoC cu proces de 8 nm, un CPU octa-core și GPU Adreno 619. Galaxy A52s a primit un Qualcomm SM7325 Snapdragon 778G 5G cu proces de 6 nm, un CPU Octa-core (4x2.4 GHz Kryo 670 & 4x1.9 GHz Kryo 670) și un GPU Adreno 642L.

#### Display
Atât A52, cât și A52 5G dispun de un ecran Super AMOLED de 6,5 inch cu luminozitate maximă de 800 niți, raport de aspect 20:9, rezoluție 1080x2400 pixeli, densitate a pixelilor de 411 ppi și raport ecran-corp de ~84,1%; cu toate acestea, ecranul de pe A52 are o rată de reîmprospătare de 90 Hz, iar cel de pe A52 5G are o rată de reîmprospătare de 120 Hz.

#### Camere
Atât variantele 4G, cât și cele 5G au o configurație cu patru camere din spate cu o cameră principală de 64 MP cu stabilizare optică a imaginii (OIS), o cameră cu unghi ultra larg de 12 MP, o cameră de adâncime de 5 MP și un senzor de adâncime de 5 MP. Camera este capabilă să filmeze până la 4K@30fps și 1080p@60fps.

#### Baterie
Ambele variante 4G și 5G au baterii de 4500 mAh cu suport pentru încărcare rapidă de 25W; cu toate acestea, în cutie există un încărcător de 15W, iar utilizatorii trebuie să cumpere separat încărcătorul de 25W.

#### Memorie
Modelul 52 vine în configurații de stocare de 128 Gb stocare / 4 Gb RAM, 128/6, 128/8, 256/6 și 256/8.
52 5G este disponibil în variantele 128/6, 128/8 și 256/8.
52s 5G este disponibil în variantele 128/4, 128/6, 128/8, 256/6 și 256/8.

#### Caracteristici
Dispozitivul montează o mufă audio de 3,5 mm și utilizează căștile de sus, împreună cu difuzorul de jos, pentru a oferi sunet stereo. De asemenea, are un scaner optic de amprente sub ecran.

### Software
Atât variantele 4G, cât și cele 5G sunt livrate cu Android 11 și interfața de utilizator proprie Samsung One UI 3.1. Samsung a declarat că ambele variante 4G și 5G vor primi 3 actualizări ale versiunii sistemului de operare, 3 ani de actualizări lunare și 4 ani de actualizări de securitate. Începând cu martie 2024, seria A52 a primit deja o actualizare la Android 14 și One UI 6.0.